# Мала хидроелектрана Врело
Мала хидроелектрана Врело је изграђена на истоименој реци у Перућцу, 1927. године, по пројекту хидротехничког инжењера др Миладина Пећинара. Инсталисана снага хидроелектране износи 90kW електричне енергије. Из хидроелектране после Перућца, осветљени су Бајина Башта и Калуђерске Баре. Хидроелектрана је обновљена и реконструисана 1987. године, на њену шездесету годишњицу.

## Положај и изглед
Налази се у месту Перућац, на десној обали реке Врело, удаљена шездесетак метара од Перућачког врела испод стрмог одсека планине Таре, из моћног извора који формира речни ток који на прилазу Дрини, у коју се улива, прави изузетно атрактивне слапове, после којих се преко стрмог одсека стропоштава у Дрину. 
Река Врело је најкраћа река у Србији. Дугачка је 365 метара, па је често називају „Година”. Хидроелектрана „Врело“ и река Врело представљају посебан туристички драгуљ читавог краја. 

## Опис
Ниска брана са преливним пољем ХЕ Врело подигнута је испод самог моста којим се пружа пут Перућац – Бајина Башта. Са њене десне стране налази се улаз-
на грађевина, а од ње канал дужине 60 метара којим се вода из реке, под притиском, одводи у електрану. Зграда електране изграђена је на заравњеном делу обале Дрине од солидног материјала, на два спрата: први за турбину, а други за електрични део. 
Грађевинско — техничке карактеристике мале хидроелектране „Врело”
| Тип бране                 | Ниска гравитациона преграда са бочним захватом и табластим затварачем                                                              |
| Грађевинска висина        | 2,1 m |
| Водоток                   | Перућачко врело |
| Слив                      | Дрина |
| Инсталисани проток        | 2,25 m3/s |
| Инсталисана снага         | 0,06 MW |
| Турбине                   | Francis турбина, произвођача „Ganz Danubius Budapest“ (1927)                                                                       |
| Генератори                | Генератор трофазне наизменичне струје, произвођача „Ganz“ (1927) - снага: 60 kW                                                    |
| Могућа годишња производња | 0,48 GWh |
| Напомена                  | Године 1985/86. извршена је репарација и модернизација електромашинске опреме и монтиран је генератор произвођача “Sever Subotica” |